# 선운중학교
선운중학교(仙雲中學校)는 대한민국 광주광역시 광산구 선암동에 위치한 공립 중학교이다.

## 학교 연혁
- 2009년 11월 3일 : 설립인가(24학급)
- 2013년 3월 1일 : 개교
- 2013년 3월 1일 : 초대 노인균 교장 취임
- 2013년 3월 4일 : 빛고을 혁신학교 지정
- 2013년 3월 4일 : 제1회 입학식(3학급 87명)
- 2013년 4월 1일 : 자유학기제 연구학교 지정
- 2016년 2월 5일 : 제1회 졸업식(졸업생 108명)
- 2016년 3월 1일 : 디지털교과서 연구학교 지정
- 2019년 3월 4일 : 선운중 운동부(탁구부) 창단
- 2020년 3월 1일 : 자율학교 지정(빛고을 혁신학교, ~2024.2.28.)
- 2024년 3월 1일 : 제5대 박성자 교장 취임
- 2025년 1월 10일 : 제10회 졸업식(졸업생 156명, 총 졸업생 1,270명)
- 2025년 3월 4일 : 제13회 입학식(9학급 220명)

## 참고 자료
- 선운중학교 - 한국교육학술정보원 학교알리미